# (16543) Rosetta
(16543) Rosetta es un asteroide perteneciente al cinturón de asteroides, región del sistema solar que se encuentra entre las órbitas de Marte y Júpiter.
Fue descubierto el 5 de septiembre de 1991 por Eric Walter Elst desde el observatorio de la Alta Provenza.

## Designación y nombre
Designado provisionalmente como 1991 RC2 fue nombrado así en recuerdo de la exitosa llegada de la nave espacial Rosetta al cometa 67P/Churyumov-Gerasimenko.

## Características orbitales
Rosetta está situado a una distancia media del Sol de 2,320 ua, pudiendo alejarse hasta 2,614 ua y acercarse hasta 2,025 ua. Su excentricidad es 0,127 y la inclinación orbital 7,386 grados. Emplea 1290,37 días en completar una órbita alrededor del Sol.

## Características físicas
La magnitud absoluta de Rosetta es 14,42. Tiene 3,809 km de diámetro y su albedo se estima en 0,296.